# ケリ姫スイーツ
『ケリ姫スイーツ』とは、ガンホー・オンライン・エンターテイメントにより提供されているiOS、Android向けゲームアプリである。ゲーム自体は無料で提供されているが、App内課金が存在する。
2011年11月3日に『ケリ姫クエスト-KICKING MY HERO-』がリリース（2017年2月28日にサービス終了）され、2012年11月26日に続編として『ケリ姫スイーツ』がリリースされた。本稿では、『ケリ姫クエスト』についても記述する。

## 概要
| 2011 | ケリ姫クエスト |
| 2012 | ケリ姫スイーツ |

Angry Birdsのような投射型ゲームにRPGをプラスしたような要素を併せ持つ。姫を操作し、蹴飛ばす角度とパワーを調整して、1ターンに1人ずつ兵士をモンスターのいる場所に蹴飛ばし、任意のタイミングで画面をタップすることにより攻撃を発動させる。一度飛ばされた兵士は次の面に移行するまで操作できなくなるが、その後は毎ターンAIによる自動行動を行い、毎ターンプレイヤーが追加で送り込む兵士と協力してモンスターを倒して行く。兵士を全員蹴飛ばすまでにモンスターを倒しきれなければゲームオーバーで、プレイヤーはモンスターを効率よく倒すためパーティの編成や兵士の配置を考える必要がある。

## 反響
『ケリ姫クエスト』は初公開から4か月経った2012年3月23日に150万ダウンロードを達成し、この頃から続編の開発検討が開発スタッフより公表された。『ケリ姫スイーツ』は前作の基本を維持しつつ、「主人公以外のキャラクターを育成したい」という要望や「ローディング時間が長い」という不満に応え、前作よりも機能を改善し内容を増やしたゲームとして公開された。『ケリ姫スイーツ』は前作を上回る勢いでダウンロード数を伸ばし、前作よりも早い、公開から2か月経った2013年1月19日に150万ダウンロードを達成した。2013年8月にはテレビCMも公開され、直後の8月17日に作品単体で400万ダウンロードを達成し、シリーズ累計のダウンロード数も700万を超えた。

## ストーリー
ストーリーは各エリア最初のステージをプレイするときと最終ステージクリア時に見ることが出来る。企画段階から多言語化が想定されており、ストーリーはセリフ無しの漫画という形式が採用されている。いずれも姫が城を飛び出し、兵士を引き連れてイケメンを探して各地を旅するという内容になっている。『ケリ姫クエスト』ではあるとき紙飛行機がの手紙が飛んできたことをきっかけに各地を訪れるが、どこへ行ってもイケメンには出会えず待ち受けるのはモンスターばかりで、新たなる手紙飛行機が飛んできて次のエリアに移ってモンスターを倒しながらイケメンを探して行く。『ケリ姫スイーツ』ではイケメンのみならずスイーツ（或いはイケメンの運営するスイーツの店）を求め、途中で出会うモンスターを蹴散らしながらあちこち旅をする。スイーツを獲得できることは少なくないものの、出会うイケメンは既婚者であったり、姫には興味が無かったりするためやはり恋は実らず、すぐに新たなイケメンとスイーツを求めて次のエリアに旅立つ。

## 登場キャラクター
ケリ姫やイケメンなど、戦闘に関わらないキャラクターが六頭身で描かれる。主人公を含めた兵士達は基本的に全員が姫の半分ほどの背丈で、二頭身となっている。
ケリ姫（アン・パント・ケットバス）
声 - M・A・O
ケットバス王国の姫。性格はワガママでドSで、思いついたら即断即決で兵士の首根っこを掴んで城を飛び出し、気に入らないことがあると兵士を憂さ晴らしに思いっきり蹴飛ばす。
本名はアン・パント・ケットバスだが、ゲーム本編でこの名前が出ることはなく、『パズル&ドラゴンズ』のゲストキャラクターとして登場したときや、製作者インタビューなどで名前が登場する。
プレイヤーはこの姫を操作し、角度とパワーを決めて兵士や爆弾（『ケリ姫クエスト』のみ）をモンスターのいる場所めがけて蹴飛ばす。
主人公
初期設定の名前は「主人公」とされているが、名前はプレイヤーが任意のものを設定することが出来る。
姫を除けば唯一素顔の見えるキャラクターであり、ストーリーでは剣士の姿で登場し、姫のワガママや唐突な行動に毎度驚かされたり怯えたりしている。
主人公と兵士達にはドMの傾向があり、蹴飛ばされる事自体が病み付きになっているという設定がある。
メンバー（兵士達）
『ケリ姫クエスト』では剣士（ソード）の「ジョニー」、弓使い（アーチャー）の「ゼル」、槍使い（ランサー）の「ラット」、魔法使い（ウィザード）の「スパイク」の4人が登場する。
『ケリ姫スイーツ』では剣士「ジョニー」、弓使い「ゼル」、槍使い「ラット」、魔法使い「スパイク」の4人が初期メンバーとして登録されているほか、プレミアムスロットをプレイすることで新たなキャラクターを入手することが出来る。
ストーリーではゼル、ラット、スパイクが登場し、剣士である主人公と職業の被るジョニーは基本的に登場しない。
いずれのキャラクターも仮面を被っていたり、衣服のフードを深く被っていたりと、素顔が見えないようになっている。
王妃（サッカー・パンチ・ケットバス）
『ケリ姫クエスト』のみ登場。ケリ姫の継母で、先代王妃亡き後手下の魔術師が作った薬で王をたぶらかして王妃の座についた。ケリ姫同様わがままな上に薄情な性格で、ケリ姫を亡き者にしようと考えている。クエストのみの登場と思われたが、なんと、スイーツでは、カステーラを占拠している。そして、マママシーンと言う兵器を使い、ケリ姫達を殺しにかかってくる。
王様（キック・アス・ケットバス）
ケリ姫の実父で、善政を敷き国民から信頼されている。しかし家庭内の事情には疎く、ケリ姫と王妃の間に確執があることには気付いていない。『ケリ姫スイーツ』では覚醒メンバーと戦うステージの背景に登場するが、彼は鼻ちょうちんを出しながら寝ているだけである。
特殊メンバー（コラボキャラクター）
『ケリ姫スイーツ』では他のタイトルとのコラボを行う際、コラボタイトルの一部キャラクター（例：パズル&ドラゴンズとのコラボでは「メタルドラゴン」と「キングメタルドラゴン」と「キングゴールドドラゴン」）を特別なスロットから入手することが可能となっている。スロットは期間限定で配信されるが、キャラクター自体は一度手に入れれば他のメンバー（兵士）と同じように、恒久的に使うことが出来る。

## ゲームシステム

### グラフィック
ゲームの画面では、全てのキャラクターが3DCGによるトゥーンレンダリングで描画されている。移動出来る方向やキャラクターの配置自体は縦横の2次元的なものだが、攻撃などのモーションは全て3次元で描画されており、その場で前転したりターンをしたりするなど、2次元グラフィックでは難しい、滑らかで複雑な動きを取ることが出来る。
コラボレーションで他作品のキャラクターが登場する場合、コラボ元タイトルが2DCGを使うものであっても、『ケリ姫スイーツ』登場時は3次元コンピュータグラフィックスに書き換えられる。コラボ元タイトルで攻撃モーションや待機モーションなどを持たないキャラクターは『ケリ姫スイーツ』で新たに固有の攻撃モーションが与えられる。

#### 主人公の職業
主人公のみ武器の装備を変更することが可能で、上位の武器を装備すれば攻撃力が上昇し、装備する武器の種類を変えれば異なる職業に就くことが出来る。職業が変わると主人公の見た目は変化し、その武器を装備するメンバーと似た姿になる。武器が変わることで一度に攻撃可能な範囲や攻撃回数、一発あたりの威力などが変化し、フィールドの特性やモンスターの能力に応じて変更することにより、戦闘を有利にすすめることが可能となる。

### レベルアップ
本シリーズでは主人公の経験値は装備品に蓄積されるというシステムが採用されている。装備に蓄積した経験値が主人公の経験値に加算され、主人公はレベルアップして行く。各装備品には蓄積できる経験値に上限があり、蓄積した経験値が上限に達した場合は主人公が経験値を得られなくなる。装備を交換し、新しい装備に経験値を蓄積することで更に経験値を得ることが出来るようになり、所持する装備品の種類が多ければ多いほど、より多くの経験値を得られるようになる。
また、キャラクター自体のレベルとは別にスキルと呼ばれる職業固有の攻撃技にもレベルが設定されており、スキルのレベルを上げることで威力や攻撃回数などが増加するようになる。『ケリ姫クエスト』では各職業のスキルにそれぞれ経験値を蓄積することでレベルが上がり、『ケリ姫スイーツ』ではコインを消費することで各職業のスキルレベルを上げることが出来る。

## ケリ姫クエスト
16エリアに6つの基本ステージがあり、それぞれ5段階のランクが設定されている。プレイヤーは兵士または爆弾を蹴飛ばし、任意のタイミングで画面をタップすることでモンスターに攻撃を行う。兵士にはHPがあり、モンスターに倒される可能性がある半面、蹴られた次のターンから自動行動を行う。爆弾はタップした時点で爆発し、近くのモンスターにダメージを与えて消滅するが、HPがないためモンスターにダメージを受けるリスクがない。各ステージでは画面内のモンスターをすべて倒せばクリアとなり、5ターン以内に倒せなければクリア失敗となる。ステージを進めるごとに強いモンスターが現れてステージも複雑になり、ステージのランクを上げると登場するモンスターはそのままに相手のレベルが高くなる。ステージをひとつクリアするごとに次のステージが開放され、低ランクステージをクリアするとそのステージのひとつ上のランクが開放される。いくつかのステージでは巨大なボスキャラクターが登場し、倒せばレアアイテムをドロップすることがある。6つのステージのランク5段階全てをクリアすると、更に難易度の高い特別なステージExAreaが出現する。
当初は途中までが無料プレイで、その後は課金を行って新しいエリアを開放するシステムであったが、その後無料開放され、現在は8エリア全てを無料でプレイできるようになっている。
キャラクターの属性分類や武器の強化システムなどは企画されたが本作では採用されず、『ケリ姫スイーツ』にて採用された。
2016年10月14日、公式サイト上でケリ姫クエストの終了が発表された。同日に有料アイテムの販売が終了し、その後、2017年1月30日にアプリの配信を終了、2017年2月28日にすべてのサポートが終了され公式サイトも閉鎖された。ただし、インストール済みのアプリについては端末から削除しない限り引き続きオフラインプレイが可能。有料アイテムについてもすでに購入済み分は引き続きアプリ内で利用できる。このため、ガンホーは希望者に対しては、配信終了までにアプリを起動し最新版のデータに更新するよう呼び掛けている。

## ケリ姫スイーツ
前作の基本的な要素を維持しつつ、オンラインで仲間と協力しながらプレイするゲームとなった。ひとつのエリアごとに7つのステージがあり、それぞれ10段階のランクが設定されている。1ステージごとに3面以上があり、手持ちの兵士6人を使って各面で全てのモンスターを倒せばクリアとなる。各面でモンスターを倒し切る前に兵士6人を使いきってしまった場合はクリア失敗となり、有償アイテムのプレミアムチケットを消費してコンティニューするか諦めて撤退することになる。各面に散らばるドーナツを取ると兵士は巨大化して攻撃力も上昇し、ピンクのハートを取ると体力を回復する。3つ目と7つ目のステージには巨大なボスモンスターが待ち構えており、倒せばレアな武器をドロップすることがある。また、通常の巨大ボスより強い巨大ボスモンスターが全てのエリアにランダムで乱入することもあり、通常ボスよりもレアな武器をドロップすることがある。

### ステージ

#### エリア1 ドーナツ草原
初心者向けの平原ステージ。
ボスは恐竜のガウガウ。
SPBOOSは亀のヤッタートル

#### エリア2 ラムネ海岸
海岸のステージ。
少しレベルが上がったステージ。
爆弾のギミックがある。爆破させるとダメージが出る。ボスはプカプカ。
SPはカニパレス。

#### エリア3 シャーベット洞窟
このステージは氷の洞窟である。
ギミックが少し激しくなった。
氷柱が落ちてきたりする。
ボスはスカスカ。
SPはウパルパー

#### エリア4 おしるこ氷河
引き続き氷のステージである。今回は外。
このステージでは、氷柱や穴が多くなり、
倒したら地面に落ちて自滅する敵が出てくる。
ボスはフサフサ。

#### エリア5 わたあめ雲海
雲のステージであり、このエリアの支配者のspボス、ドラピュタの砲台が殺しにかかって来る。
他には、引き続き地面に落ちて自爆する敵が出る。
ボスはフワフワ。
SPボスは上記の通りドラピュタ。

#### エリア6 マシュマロ宮殿
城のステージ。
攻撃したら壁が落ちるギミックや、ドアを攻撃してあげるギミックなど、色々なギミックが増えた。
ボスはゴーレム。
SPはガーゴイル

#### エリア7 チョコレート火山
火山のステージ。
火の玉が落ちてくるギミックが出る。
ちなみにここの2ステージの蝶のボスは、回復しかしないので、ギミック任せのボスである。
ちなみに、SPボスのユーリンチーの子供のプチリンチーがいる。
ボスはライオンのレオレオ。
spボスはユーリンチー

#### エリア8 メロン砂漠
砂漠のステージである。
地中に埋まるムカデや、形態変化のピラミッドなど、攻撃が特殊な敵が増えた。
ボスはラマラマ。
SPはシシキング。

#### エリア9 バナナクレープ密林
密林のステージ。
新しいギミックの、毒は、触れたら大ダメージを食らう。ここでは、ゼルミンと言う、ゼルの仲間みたいな敵が襲ってくる。
ボスはプリプリ。
SPはじゃじゃじゃ

#### エリア10 コンペイトウ遺跡
遺跡のステージ
新たなギミックの、星座が増えた。
ボスはギロギロ。ネタ的に、マ○ク・○ザ○スキーに間違えられる。SPボスは、プロテクタコ。

#### エリア11 ババロア魔城
お化け屋敷のステージ。
ここにあるギミックの、攻撃したら壁が落ちるギミックは、落下死の危険性があるが、運が良ければ、敵も落下する。
ボスはモリモリ。
SPはバババロン。

#### エリア12 シュークリーム庭園
庭園のステージ。
メカなキャラが多くなる。
上にある太陽は、触れるとダメージ+感電の効果がある。ボスはピカピカ。SPはカジキング。

#### エリア13  チュロス遊園地
遊園地のステージ。
超危険なギミックが勢ぞろい。
電撃キノコや、ジェットコースター、飛ぶ椅子などの危険なギミックが増えた。この3つは触れればダメージ。ボスはグルグル。SPはウサギミック

#### エリア14 みたらし城郭
和風城のステージ。
反射の地蔵や和扉など、和風にちなんだギミックが増えた。
ボスはムキムキ。 SPはカラクリカメン。

#### エリア15 きびだんご孤島
鬼ヶ島のステージ。
妖怪にちなんだ敵が出てくる。
ここからHPゲージが♡×1〜3などの敵が出てくる。
ボスは鬼のオガオガ。 SPはドクロール

#### エリア16 カステーラ城郭都市
ココから終盤で、ケリ姫の母親との戦いが始まる。
ここの敵は、1面の敵の強化版が現れる。
ボスはママママでSPがマママシーン。

## イベント・新ストーリー
スタースイーツストーリー エリア17〜22
lv300になると追加される、高難易度のエリア。
敵も強化されている。
惑星は6つ。
惑星ごとに交換できるアイテムがある。
ステージ構成は
チャレンジ (全部ボスステージ)
クエスト (敵を倒す)
パズル (ギミックを解く)
その３つの中の全ステージをクリアすると、ボスステージ。
惑星をクリアすると、刺客が現れる。
ドーナツ星の刺客は、ドナテラ。
ドーナツ星を支配している敵。なんとLVがカンストで、999という化け物である。
普通のlvでは倒せないので、強化してから挑もう。
後の敵は、やってからのお楽しみである。
スイーツのラスボスは一体……

### イベントステージ
各エリアにある7ステージ10(一部は15)ランクの通常ステージとは別に、コインを払ってプレイする特別なステージが期間、曜日、時間などを限定して配信されている。通常ステージと同様、いずれのステージにも10段階（一部は5段階）のランクがあり、ランクが上がれば上がるほど難易度は高くなる。
スペシャルボスステージ
各エリアごとに1体ずつ、通常ボスや乱入ボスよりも更に大きく強いスペシャルボスという存在が設定されており、通常エリアから分離されたイベントエリアで戦うことが出来る。通常ボスよりも大きく強いが、倒せば更にレア度の高いドレスやアクセサリーをドロップすることがある。
たまに、乱入ボスとして、激の名前が付く敵が出る。
曜日限定ステージ
特定の種類のアイテムのみをドロップするステージで、毎週決まった曜日に開放される。ドロップアイテムに対応するメンバー（例：剣のステージであれば剣士のジョニー）をパーティに加えていることが挑戦の条件となる。
曜日限定リミットテージ
特定のカテゴリのアイテムを強化するためのアイテムをドロップするステージで、決まった曜日に開放され、各ステージ1日合計1時間だけ入ることが出来る。曜日限定と同じくドロップアイテムに対応するメンバーをパーティに加えていることが挑戦の条件となる。初回はコインで挑戦できるが、同じ日に二度以上挑戦するためにはプレミアムチケットを1枚払う必要がある。
コラボステージ
他作品とのコラボレーションを行った際に期間限定でイベントステージが配信される。登場する敵キャラクター、背景、BGMなどはコラボタイトルのものを使用する場合があり、ボスモンスターを倒せば限定アイテムをドロップすることがある。

### 強化システム
本作からはアイテムに強化システムが導入され、姫もドレスの装備を変更することが可能となった。アイテムはコインと素材アイテムを消費することで5回まで強化可能で、強化を行う度に武器の性能が高まり、武器に蓄積された経験値のみがリセットされる。武器の経験値がリセットされても主人公の経験値は減らないため、装備品を強化することでも主人公は更に経験値を蓄積することが出来ようになった。ドレスは初期装備時のものを除き全てにパーティの能力やステージクリアボーナスに上昇補正を掛ける効果があり、レアリティが高いほど強力な補正効果がかかり、同じドレスでも強化を行えば行うほど補正効果が高くなる。

### 主人公の職業追加
『ケリ姫クエスト』では武器のカテゴリが剣、弓、槍、杖（魔法）の4種類のみとなっていたが、『ケリ姫スイーツ』からはカテゴリが大幅に増加し、主人公の職業を様々なものに切り替えることが可能となった。本作では職業を切り替えることで、攻撃範囲のみならず属性も変化する。ただし、職業を変えるためには、その武器を装備できるメンバー（兵士）を持っていることが条件となる。初期状態では『ケリ姫クエスト』と同じ剣、弓、槍、杖（魔法）しか使えないが、プレミアムスロットをプレイすることで新たなメンバーを追加し、主人公を新しい職業に変更することが出来る。
ただし、『ケリ姫スイーツ』のコラボレーションで入手できる他タイトル出身のメンバーに関しては専用の武器が存在せず、主人公がこれらのキャラクターと同じ職業になることは出来ない。

### メンバー強化
『ケリ姫スイーツ』からは主人公のみならず、他のメンバーも強化することが可能となった。メンバーはゲーム内で貯めたコインを消費してレベルを上げることが可能であり、レベルを上げて行くことでデフォルトの装備が自動で上位のものに変更されたりレア度の高い装備を装備させたり出来るようになる他、スキルレベルも自動的に上昇する。また、プレミアムスロットから現在所有するメンバーを再度引き当てると、基礎的な能力が底上げされる。

### パーティ編成
主人公＋その他の兵士4人＋助っ人（後述）の6人が姫のお供としてバトルに参加する。前作から登場している剣士「ジョニー」、弓使い「ゼル」、槍使い「ラット」、魔法使い「スパイク」の4人に加え、本作からは追加メンバーとして侍「セキメン」、執行者「999」、野生児「ガイア」など新しい職業のメンバー（兵士）が多数登場し、パーティ編成を変更することが出来るようになった。初期状態では前作から登場している4人しか利用できないが、追加のメンバーを入手することで初期メンバーと入れ替えることが可能である。追加のメンバーはプレミアムスロットから低確率で出現する。新たな職業は10種類以上あり、順次新しい職業が追加配信されている。

### 助っ人機能
他のプレイヤーを仲間として一時的にパーティへ加える助っ人機能が『ケリ姫スイーツ』から採用された。ゲームをプレイする他のプレイヤーを「助っ人」として毎回1人選び、そのプレイヤーが使う「主人公」を仲間としてバトルに参加させる。助っ人のステータスは呼び出した時点での相手側の装備品に依存するため、助っ人が自分の持たない職業になっていれば、自分が持たない職業のキャラクターでも使用することが出来る。助っ人の使う「姫」の装備しているドレスの効果も反映されるため、プレイヤーと助っ人で二種類のドレスの効果が重ねがけされる。
助っ人の候補は「フレンド」と「冒険者」の中からランダムで10人選ばれ、フレンドが優先的に助っ人候補として選ばれるようになる。フレンドは他のプレイヤーに申請を行い承諾される、或いは他のプレイヤーからの申請を承諾することでフレンド登録が行われる。助っ人がフレンドであるか否かはステージ攻略に影響しないが、冒険者を呼び出した場合は相手にのみ「フレンドチケット」が配布され、フレンドを呼び出した場合は自分と相手の双方に「フレンドチケット」が配布される。
冒険者を助っ人として呼んだ場合、ステージをクリアすることで申請を行うことができるほか、プレイヤーごとに設定される9桁の固有IDをゲーム以外の場所で教えてもらうことで任意の相手にフレンド申請を行うことも可能である。また、アプリをTwitterやFacebookと連動させた場合、TwitterやFacebookで繋がっている人間がゲームをプレイしていれば自動的にフレンドに追加される。

### ノーマルバトル/テクニカルバトル/エクストラバトル
『ケリ姫スイーツ』では各エリアの15ランクのうち、1から5が『ケリ姫クエスト』のスタイルをほぼ踏襲した「ノーマルバトル」、6から10が新しく導入された「テクニカルバトル」という区分になっている。その後11から15に導入された「エクストラバトル」が追加された。各エリア7つのステージの「ノーマルバトル」5ランク全てをクリアすることで、6ランク以降が「テクニカルバトル」として開放され、「テクニカルバトル」5ランク全てをクリアすることで11ランク以降が「エクストラバトル」として開放される。
ノーマルバトルでは全てのキャラクターが無属性となるが、テクニカルバトルではキャラクターの属性がグー(打撃系や射撃系)、チョキ(剣や槍などの斬撃系)、パー(魔法や爆発物などの特殊な物)に分類され、攻撃するメンバーの属性と敵モンスターの属性によってダメージが増減するようになっている。フィールドの特性によってキャラクターの使い勝手が変わる上に属性相性まで加わるため、場面に応じて使いやすいキャラクターに制約を受けるようになり、ノーマルバトルよりも難易度が上昇する反面、全てのステージでボスモンスター討伐時にレアアイテムをドロップすることがある。
エクストラバトルは属性相性によるダメージの変動幅が非常に大きくなって苦手な属性ではほとんどダメージを与えられなくなっており、更に一部の敵は体力が減ると自身の属性を変えるなど更に難易度が上昇しているが、一部のアイテムを作るのに必要な素材アイテムをドロップすることがある。
各エリアのノーマルバトルは先行で公開され、テクニカルバトル、エクストラバトルは後日追加という形で実装されている。

## スロット
プレミアムスロット
現金・クレジットカードによる購入またはステージクリアボーナスなどで手に入るプレミアムチケットを5枚消費してプレイできる。レア度☆3以上のアイテムかレア度☆6の追加メンバーを必ず入手することが出来る。
フレンドスロット
助っ人として呼ばれるか、フレンドを助っ人として呼んだ場合と、TwitterやFacebookにアプリから情報を投稿した場合に入手することが出来る「フレンドチケット」を使用する。5枚消費することでレア度☆1・☆2のアイテムやコインを手に入れることが出来る。
コインスロット
プレミアムチケット2枚を消費してプレイできるスロットで、プレイヤーのレベルに応じたコインを入手することが出来る。
ナビゲートスロット
プレミアムチケット1枚を消費してプレイできるスロットで、蹴った時の軌道が分かるようになる「ナビゲートチケット」を入手することが出来る。
ゴールドスロット
2周年記念のイベントステージで5枚だけ入手出来る「ゴールドチケット」を5枚消費してプレイできる期間限定のスロットで、未所持のメンバー(コラボキャラ除く)を必ず入手することが出来る。未所持のメンバーがいない場合は+値の一番低いメンバーから1人選ばれる。
コラボレーションスロット
他のタイトルとコラボレーションを行った際に、期間限定で登場する。コラボタイトルに登場するキャラクターがレア度☆6の限定キャラクターとして出現する。出現したキャラクターはケリ姫スイーツのメンバーに加えることが出来る。

## 課金システム
ユーザーはプレミアムチケットと呼ばれる消費アイテムを課金で入手することが出来る。プレミアムチケットは5枚でプレミアムスロットを回したり、クリアに失敗したステージのコンティニューを行ったりすることが出来る。プレミアムチケットは無料でも配布されることがあり、ログインボーナスやステージクリアボーナスやイベント、更に障害発生時の運営からのお詫びなどで入手できる。

## コラボレーション
ケリ姫シリーズでは以下のタイトルとコラボレーションを行っている。コラボタイトルのキャラクターと戦える期間限定のステージが登場し、限定ステージをプレイすると限定アイテムをドロップできる。コラボタイトルによっては限定キャラクターも配信されている。
ラグナロクオンライン Mobile Story（ガンホー・オンライン・エンターテイメント）
『ケリ姫クエスト』に限定アイテムが登場したほか、『ラグモバ』側ではケリ姫の登場するストーリーイベントが実施された。
にゃんこ大戦争（ポノス）
初めて行われた他社タイトルとのコラボレーション。『にゃんこ大戦争』でケリ姫ステージをクリアすると『ケリ姫スイーツ』で専用アイテムが、『ケリ姫スイーツ』でにゃんこステージをクリアするとにゃんこ大戦争で限定キャラ「ケリ姫」を入手できた。更に、『にゃんこ大戦争』ではケリ姫ステージ激ムズ版をクリアすると、ケリ姫とにゃんこを合体させた限定キャラクターの「ネコひめ」が入手できた。
2013年11月の一周年イベントでコラボが復活し『ケリ姫スイーツ』側は新コラボステージ「にゃんこラッシュ」が追加された他に「にゃんこスロット」で『にゃんこ大戦争』に登場する「ネコリンリン」と「ネコムート」をメンバーとして加えることが出来た。『にゃんこ大戦争』はケリ姫側に追加されたにゃんこステージのクリアで寝ているケリ姫を運んでいる限定キャラクター「眠れるケリの姫」を、追加されたコラボガチャでケリ姫のキャラそのままの「剣士」「執行者」「チビガウ」、ケリ姫とウシネコを合体させた「ウシ姫」、にゃんこ大戦争のボスキャラクター「ニャンダム」のポーズをケリ姫に取らせた「KHM48（ケリ姫みこしと48匹のにゃんこ達）」を入手出来た。
そして2015年1月に3度目の再実施が行われ、ケリ姫側は「竜戦機王ライデン」と「宝杖のカッパーマインκ」がコラボスロットの新メンバーとして追加され、にゃんこ側は第2回の時に敵として登場していた「ユーリンチー」と、暗黒スイーツを食べて狂乱化してしまったケリ姫こと「狂乱のケリ姫」がコラボガチャの新キャラとして追加された。
パズル&ドラゴンズ（ガンホー・オンライン・エンターテイメント）
『ケリ姫スイーツ』でパズドラステージをクリアすると限定アイテムをドロップするのみならず、『パズドラ』側で限定キャラクターとして「ケリ姫」を入手することが出来た。
また、『ケリ姫』側ではイベントステージの他に「パズドラスロット」が登場し、『パズドラ』の「メタルドラゴン」と「キングメタルドラゴン」、「キングゴールドドラゴン」を『ケリ姫スイーツ』のメンバー（兵士）として仲間に加える事が出来た。
更にその後行われた2013年12月の新たなコラボでは「パズドラスロット2」が登場し、「サタン」と「ピエドラウン」をメンバーとして加えられるようになった。
ガンホー最強コラボ（クレイジータワー、ラグナロクオンライン Mobile Story、戦国テンカトリガー、パズル&ドラゴンズ）
ガンホー15周年記念で、ガンホー配信する5タイトルで一斉に相互でコラボレーションを実施した。専用イベントステージでは、各ゲームのキャラクターが敵として1体ずつ、更に味方としても1体ずつ参戦した。
ラグナロクオデッセイエース（ガンホー・オンライン・エンターテイメント）
コラボステージの他に「ラグオデスロット」が登場し、『ラグオデ』の「ドモヴォイ」と「デザヴォイ」を『ケリ姫スイーツ』のメンバーとして仲間に加える事が出来た。
その後行われた2014年7月のコラボでは、ラグオデスロットに限定ドレスの『絶対零度の鎧』が追加された。
ミニストップ、カスタネット
ステージとしてはコラボ宝船のみだが、ミニストップ、カスタネットのメルマガに登録することでそれぞれ限定ドレスの『ミニストップ制服』と『ソフトクリームドレス』を入手出来た。
ミニストップ側もコラボ商品として、ケリ姫スイーツ内に登場するドーナツを再現したものを期間限定で販売している（製造元はヤマザキパン）。
ディバインゲート（ガンホー・オンライン・エンターテイメント）
コラボステージの他に「ディバゲスロット」が登場し、『無斧士』の「ギンジ」、『闇鎌士』の「ユカリ」、『光剣士』の「ヒカリ」をメンバーとして仲間に加えることが出来た。
ユカリ、ヒカリはメンバーで初の女性メンバー。
進撃の巨人（講談社）
コラボステージの他に「進撃スロット」が登場し、『調査兵団』の「エレン」と「リヴァイ」を仲間に加えることが出来、限定ドレスの『調査兵団制服（立体機動装置付き）』が入手出来る事もある。
サモンズボード（ガンホー・オンライン・エンターテイメント）
コラボステージの他に「サモンズスロット」が登場し、『サモンズ』の「白虎」「キュウビ」「ベヒーモス」をメンバーとして仲間に加えることが出来、限定ドレスの『夢魔サキュバス』が入手できる事もある。
とある魔術の禁書目録（電撃文庫）
コラボステージの他に「とある魔術スロット」が登場し、『高校生』の「上条当麻」、『シスター』の「禁書目録(インデックス)」、『中学生』の「観坂美琴」、『魔術師』の「神裂火織」をメンバーとして仲間に加えることが出来、限定ドレスの『インデックスコス』、限定武器の『刺突杭剣(スタブソード)』が入手出来る事もある。
神裂火織はコラボステージで手に入る『七天七刀』を装備するとスキルが変わる。他の武器は装備出来ない。
その後行われた2014年10月のコラボでは、新メンバーの『魔術師』の「シェリー」と『高校生』の「一方通行(アクセラレータ)」、新ドレスの『神裂火織コス』が追加された。
ガンホー超絶コラボ（ラグナロクオンライン Mobile Story、戦国テンカトリガー、パズル&ドラゴンズ、ラグナロクオデッセイエース、ディバインゲート、サモンズボード、ピコットキングダム）
ガンホーアプリ累計5000万DL突破記念で、7タイトル一斉に相互でコラボレーションを実施した。ガンホー最強コラボ同様、コラボステージではそれぞれの作品から敵と味方でそれぞれ1体ずつ参戦した(ラグオデはスロットのみの登場)。
同時にコラボスロットも開催され、過去のガンホー作品コラボのコラボスロット全ての限定キャラと限定ドレスが登場。
ヤッターマン（タツノコプロ）
コラボステージのほかに「ヤッターマンスロット」が登場し『ヤッターメカ』の「ヤッターワン」と「ヤッターペリカン」、『ドロンボー』の「ボヤッキー」と「トンズラー」、『コクピットメカ』の「おだてブタ」をメンバーとして仲間に加えることが出来、限定ドレスの『ドロンジョコス』が入手出来る事もある。
その後行われた2015年3月のコラボでは『ヤッターメカ』の「ヤッターアンコウ」が新メンバーとして追加された。
魔法少女まどか☆マギカ（シャフト）
コラボステージのほかに「始まりの物語スロット」と「永遠の物語スロット」が登場し、『魔法少女』の「鹿目まどか」「暁美ほむら」「巴マミ」「美樹さやか」「佐倉杏子」をメンバーとして仲間に加えることが出来る。限定ドレスの『見滝原中学校制服』と、限定武器の『まどかの弓』『ほむらの銃』『マミの銃』『さやかの剣』『杏子の槍』が入手出来る事もある。
その後行われた2015年1月のコラボでは新メンバーの『円環の理』の「アルティメットまどか」と、限定ドレスの『暁美ほむらコス』『巴マミコス』『美樹さやかコス』『佐倉杏子コス』が追加された。
ルパン三世（双葉社）
コラボステージのほかに「ルパン三世スロット」が登場し『大泥棒』の「ルパン三世」、『銃の名手』の「次元大介」、『武士』の「石川五ェ門」、『女怪盗』の「峰不二子」、『警部』の「銭型警部」をメンバーとして仲間に加えることが出来、限定ドレスの『不二子のコス』と『ライダージャケット』が入手出来る事もある。
ルパンのコラボステージは通常のステージとは違い、ルパン一味とお宝の奪い合いをするステージとなっている。
エミル・クロニクル・オンライン（ガンホー・オンライン・エンターテイメント）
達成報酬として『使用人』の「タイニー」「ダークフェザー」が登場。両キャラクターを育成することで「タイニー・アルマ」「ダークフェザー・アルマ」に進化可能。
『エミル・クロニクル・オンライン』側では、本作のキャラクター「ケリ姫」がパートナーキャラとして扱えた。